# General Electric J47
«General Electric J47» — турбореактивный двигатель, производившийся компанией «General Electric» с 1948 по 1956 год.
Стал первым турбореактивным двигателем с осевым компрессором, одобренным для коммерческой эксплуатации в США. Всего было произведено более 30 тыс. двигателей, которые использовались в ВВС США до 1978 года.
Самолёты, на которые устанавливался «General Electric J47»:
- B-47 Stratojet
- Boeing KB-50J Superfortress
- Boeing KC-97 Stratofreighter
- Chase XC-123A
- Convair B-36 Peacemaker
- Convair NB-36
- Curtiss XF-87 Blackhawk
- Martin XB-51
- North American B-45 Tornado
- North American F-86 Sabre
- North American F-86D Sabre
- North American FJ-2 Fury
- Republic XF-91 Thunderceptor

Кроме того, «General Electric J47» устанавливался на сухопутные транспортные средства с реактивной тягой: рекордный автомобиль «Spirit of America», экспериментальный железнодорожный самоходный вагон-лаборатория M-497.